# Colonial National Invitational 1972
Il Colonial National Invitational 1972 è stato un torneo di tennis giocato sul cemento. È stata l'11ª edizione del Colonial National Invitational, che fa parte del World Championship Tennis 1972. Si è giocato a Fort Worth negli USA, dal 20 al 26 agosto 1972.

## Campioni

### Singolare
John Newcombe ha battuto in finale  Ken Rosewall con il punteggio di 5–7, 1–6, 7–5, 6–4, 6–4

### Doppio
Tom Okker /  Marty Riessen hanno battuto in finale  Ken Rosewall /  Fred Stolle con il punteggio di 6–2, 6–2